# Saint-Gervais-du-Perron
Saint-Gervais-du-Perron é uma comuna francesa na região administrativa da Normandia, no departamento Orne. Estende-se por uma área de 11,27 km². Em 2010 a comuna tinha 374 habitantes (densidade: 33,2 hab./km²).